# Farvagny
Farvagny is een plaats en voormalige gemeente in het Zwitserse kanton , en maakt deel uit van het district Saane/Sarine.
Farvagny telt 1891 inwoners. In 2016 is de gemeente gefuseerd naar de fusiegemeente Gibloux.

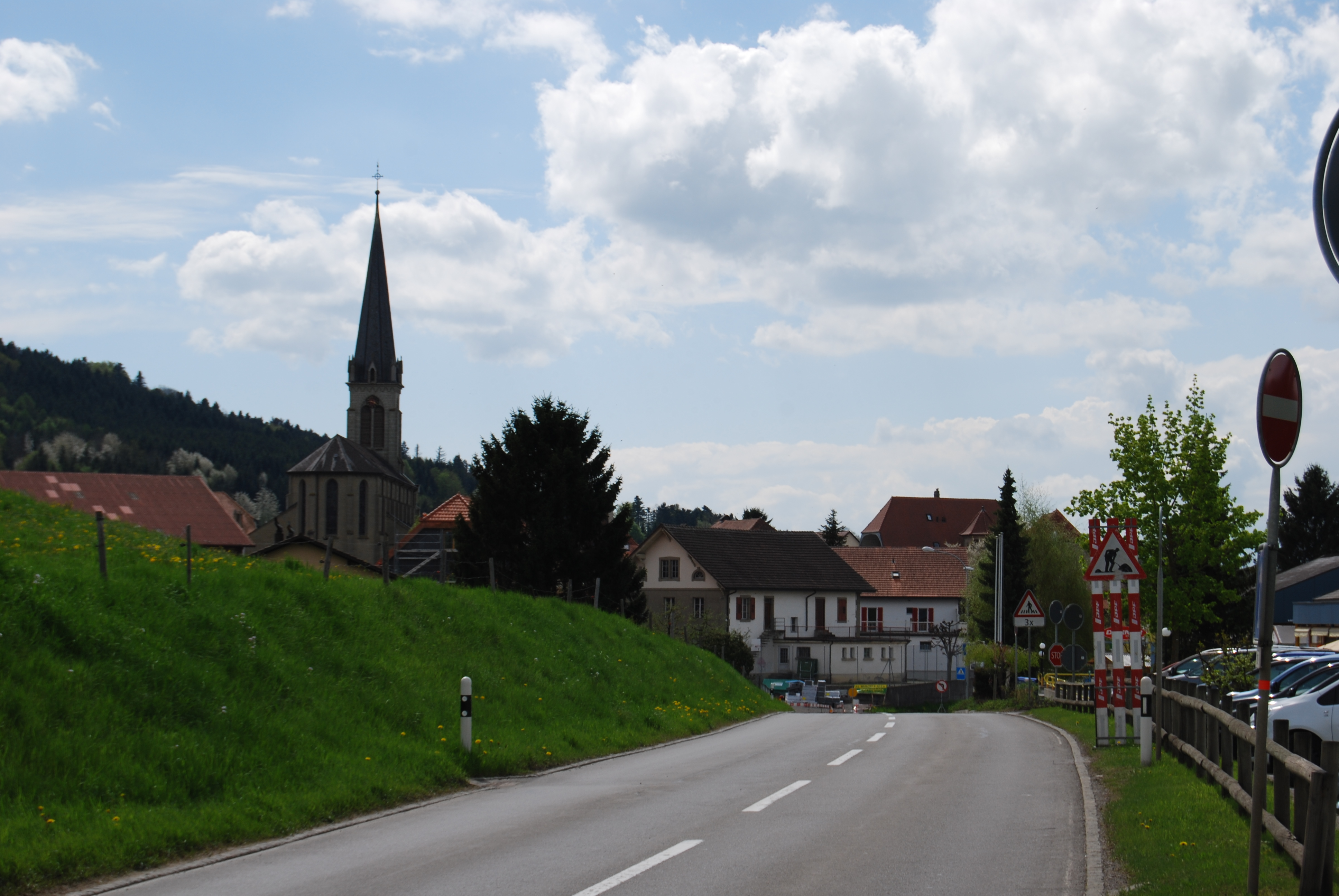
Farvagny

- Gemeinsame Normdatei: 4874390-2
- Historisch woordenboek van Zwitserland: 044915
- Virtual International Authority File: 246988074
- WorldCat: E39PBJyMfFDRWMKt7ykbf8dbBP